# 詹姆森狸藻
詹姆森狸藻（学名：Utricularia jamesoniana）为狸藻属多年生附生食虫植物。其种加词“jamesoniana”来源于英国植物采集者詹姆森（Jameson）。其分布于中美洲的安的列斯群岛及南美洲西部和北部，存在于玻利维亚、巴西、哥伦比亚、哥斯达黎加、厄瓜多尔、法属圭亚那、危地马拉、圭亚那、尼加拉瓜、巴拿马、秘鲁、苏里南、委内瑞拉及瓜德罗普、伊斯帕尼奥拉岛、馬提尼克和多米尼克。詹姆森狸藻生长于山地云雾森林或低地雨林中长满苔藓的树干上，海拔分布范围为0至2500米。1860年，丹尼尔·奥利弗正式描述了詹姆森狸藻。终年开花。

## 相关物种
詹姆森狸藻与阿斯普倫德狸藻（U. asplundii）之间存在着密切的近缘关系。彼得·泰勒将这两者区别为两个物种基于其距长度的不同。詹姆森狸藻的距明显长于花冠下唇。